# Listă de compozitori de muzică cultă: G

## Ga
- Jenö Gaál (1906 - 1980)
- Rewas Gabitschwadse (1913 - 1999)
- Andrea Gabrieli (în jur de 1510 - 1586)
- Giovanni Gabrieli (în jur de 1556 - 1612)
- Domenico Gabrielli (1651 - 1690)
- Nicolò Gabrielli (1814 - 1891)
- Nodar Gabunija (1933 - 2000)
- Kenneth Gaburo (1926 - 1993)
- Giulio Cesare Gabussi (în jur de 1555 - 1611)
- Vincenzo Gabussi (1800 - 1846)
- Axel Gade (1860 - 1921)
- Jacob Gade (1879 - 1963)
- Niels Wilhelm Gade (1817 - 1890)
- Clemens Gadenstätter (n. 1966)
- Henry Gadsby (1842 - 1907)
- Useir Gadschibekow (1885 - 1948)
- Meingosus Gaelle (1752 - 1816)
- Tommaso Bernardo Gaffi (în jur de 1665 - 1744)
- Franchinus Gaffurius (1451 - 1522)
- Bogdan Gagić (n. 1931)
- Giovanni Battista Gagliano (1594 - 1651)
- Marco da Gagliano (1582 - 1643)
- Henri Gagnebin (1886 - 1977)
- Alain Gagnon (n. 1938)
- Giovanni Battista Gaiani (1757- 1819)
- Sophie Gail (1775 - 1819)
- André Gailhard (1885 - 1966)
- Marius-François Gaillard (1900 - 1973)
- Constantino Gaito (1878 - 1945)
- Bernhard Gal (n. 1971)
- Hans Gál (1890 - 1987)
- Cristóbal Galán (în jur de 1630 - 1684)
- Carlo Galante (n. 1959)
- Vincenzo Galilei (în jur de 1520 - 1591)
- Ferdinando Galimberti (sigur în jur de 1730-50)
- Blas Galindo Dimas (1910 - 1993)
- Jan Karol Gall (1856 - 1912)
- Robert Gallenberg (1783 - 1839)
- Leandro Gallerano (sigur în jur de 1616-32)
- Luciano Gallet (1893 - 1931)
- Antonius Galli (? - 1565)
- Johann Ernst Galliard (în jur de 1687 - 1749)
- Johannes Galliculus (în jur de 1490 - în jur de 1550)
- Giuseppe Gallignani (1851 - 1923)
- Pietro Antonio Gallo (în jur de 1695 - 1777)
- Vincenzo Gallo (cca. 1560 - 1624)
- Raymond Gallois-Montbrun (1918) - 1994)
- Jean Gallon (1878 - 1959)
- Noël Gallon (1891 - 1966)
- Jacobus Gallus (1550 - 1591)
- Baldassare Galuppi (1706 - 1785)
- German Galynin (1922 - 1966)
- Elisabetta de Gambarini (1731 - 1765)
- Vincent Gambaro (1785 - 1824)
- Gerardo Gandini (n. 1936)
- Louis Ganne (1862 - 1923)
- Johann Gänsbacher (1778 - 1844)
- Rudolph Ganz (1877 - 1972)
- Serge Garant (1929 - 1986)
- Alexis Garaudé (1779 - 1852)
- Fernando García (n. 1930)
- Gerald Garcia (n. 1949)
- José Maurício Nunes Garcia (1767 - 1830)
- Manuel García (1775 - 1832)
- Antón García Abril (n. 1933)
- Alejandro García Caturla (1906 - 1940)
- Francisco Javier García Fajer (1731 - 1809)
- Manuel García Morante (n. 1937)
- Roberto García Morillo (1911 - 2003)
- José García Robles (1835 - 1910)
- Antonio Gardane (1509 - 1569)
- Sigurđur Egill Garđarsson (n. 1941)
- Lamberto Gardelli (1915 - 1998)
- Francesco Gardi (cca 1760/65 - cca 1810)
- Henry Balfour Gardiner (1877 - 1950)
- Mary Gardiner (n. 1932)
- John Gardner (n. 1917)
- Samuel Gardner (1891 - 1984)
- Zoltán Gárdonyi (1906 - 1986)
- Zsolt Gárdonyi (n. 1946)
- Luis Vicente Gargallo (în jur de 1620/30 - 1682)
- Peter Garland (n. 1952)
- Carlo Giorgio Garofalo (1886 - 1962)
- Josef Garovi (1908 - 1985)
- Rifaat Garrana (n. 1924)
- Julio Garreta (1875 - 1925)
- Pablo Garrido (1905 - 1982)
- Celso Garrido Lecca (n. 1926)
- John Garth (în jur de 1722 - în jur de 1810)
- Mario Garuti (n. 1957)
- Maria Isabel Garvia (n. 1959)
- Irena Garztecka (1913 - 1963)
- Mathieu Gascongne (prima jum. a sec.XVI)
- Giorgio Gaslini (n. 1929)
- Francesco Gasparini (1668 - 1727)
- Quirino Gasparini (1721 - 1778)
- Gaspar van Weerbeke (în jur de 1440 - dupa 1517)
- Luis Gásser (n. 1951)
- Ulrich Gasser (n. 1950)
- Florian Leopold Gassmann (1729 - 1774)
- Peter Gast (1854 - 1918)
- Giovanni Giacomo Gastoldi (în jur de 1550 - 1622)
- Heinrich Gattermeyer (n. 1923)
- Carlo Gatti (1876 - 1965)
- Luigi Gatti (1740 - 1817)
- Simone Gatto (în jur de 1540/50 - 1595)
- Eric Gaudibert (n. 1936)
- Denis Gaultier (1603 - 1672)
- Ennemond Gaultier (1575 - 1651)
- Henry John Gauntlett (1805 - 1876)
- Allain Gaussin (n. 1943)
- Gianandrea Gavazzeni (1909 - 1996)
- Pierre Gaveaux (1760 - 1825)
- Pierre Gaviniès (1728 - 1800)
- Walerij Gawrilin (1939 - 1999)
- Wojciech Gawroński (1868 - 1910)
- Johann Christoph Gayer (1668 - 1734)
- James McDonald Gayfer (1916 - 1997)
- Joaquín Gaztambide (1822 - 1870)
- Stephanos Gazuelas (n. 1931)
- Giuseppe Gazzaniga (1743 - 1818)

## Ge
- Gan-ru Ge (n. 1954)
- François René Gebauer (1773 - 1845)
- Johan Christian Gebauer (1808 - 1884)
- Franz Xaver Gebel (1787 - 1843)
- Hans Gebhard-Elsaß (1882 - 1947)
- Hans Gebhard (1897 - 1974)
- Heinrich Gebhard (1878 - 1963)
- Max Gebhard (1896 - 1978)
- Rio Gebhardt (1907 - 1944)
- André Gédalge (1856 - 1926)
- John Maxwell Geddes (n. 1941)
- Hartmut Geerken (n. 1939)
- Michael Gees (n. 1953)
- Rolf Gehlhaar (n. 1943)
- Joseph Gehot (1756 - în jur de 1820)
- Erik Gustaf Geijer (1783 - 1847)
- Walther Geiser (1897 - 1993)
- Paul Geisler (1856 - 1919)
- Fritz Geißler (1921 - 1984)
- Christian Geist (în jur de 1640 - 1711)
- Artur Gelbrun (1913 - 1985)
- Josef Gelinek (1758 - 1825)
- Francesco Geminiani (1687 - 1762)
- Jiří Gemrot (n. 1957)
- Richard Genée (1823 - 1895)
- Pietro Generali (1773 - 1832)
- Anthony Genge (n. 1952)
- Vladimir Genin (n. 1958)
- Armando Gentilucci (1939 - 1989)
- Harald Genzmer (n. 1909)
- Jean-Nicolas Geoffroy (1630 - 1694)
- Corneliu Dan Georgescu (n. 1938)
- Remus Georgescu (n. 1932)
- Dumitru Georgescu-Kiriac (1866 - 1928)
- Jaap Geraedts (1924 - 2003)
- Derick Gerarde (sigur în jur de 1540-80)
- René Gerber (n. 1908)
- Steven Gerber (n. 1948)
- Fran Gerbić (1840 - 1917)
- Federico Gerdes (1873 - 1953)
- Jean Gergely (1911 - 1996)
- Fritz Christian Gerhard (1911 - 1993)
- Roberto Gerhard (1896 - 1970)
- Frank Gerhardt (n. 1967)
- Hans Gerle (în jur de 1500 - 1570)
- Edward German (1862 - 1936)
- Friedrich Gernsheim (1839 - 1916)
- Jhan Gero (sigur în jur de 1540-55
- Edwin Gerschefski (1909 - 1988)
- George Gershwin (1898 - 1937)
- Oswald Gerstel (n. 1923)
- Joachim Gerstenbüttel (în jur de 1650 - 1721)
- Ottmar Gerster (1897 - 1969)
- Charles-Hubert Gervais (1671 - 1744)
- Claude Gervaise (sigur în jur de 1540-60)
- Bartholomäus Gesius (1562 - 1613)
- Carlo Gesualdo (în jur de 1560 - 1613)
- György Geszler (1913 - 1998)
- François Gevaert (1828 - 1908)
- Frans Geysen (n. 1936)

## Gh
- Diamandi Gheciu (1882 - 1982)
- Giorgio Federico Ghedini (1892 - 1965)
- Gheerkin de Hondt (născut intre 1485 si 1495)
- Leo van Gheluwe (1837 - 1914)
- Emmanuel Ghent (1925 - 2003)
- Valentin Gheorghiu (n. 1928)
- Gherardello da Firenze (în jur de 1320/25 - 1362/63)
- Filippo Maria Gherardeschi (1738 - 1808)
- Matthias van den Gheyn (1721 - 1785)
- Grigore Ghidionescu (1901 - 1968)
- Johannes Ghiselin (în jur de 1455 - în jur de 1511)
- Federico Ghisi (1901 - 1975)
- Giovanni Ghizzolo (? - 1625)

## Gi
- Juan Francisco Giacobbe (1907 - 1990)
- Girolamo Giacobbi (1567 - 1629)
- Geminiano Giacomelli (în jur de 1692 - 1740)
- Bortolomeo Giacometti (1741 - 1809)
- Giovanni Antonio Giai (în jur de 1690 - 1764)
- Giuseppe Giamberti(în jur de 1600- 1662/64)
- Luis Gianella (1778 - 1817)
- Luis Gianneo (1897 - 1968)
- Antonio Giannettini (1648 - 1721)
- Vittorio Giannini (1903 - 1966)
- Pietro Gianotti (? - 1765)
- Felice Giardini (1716- 1796)
- Christopher Gibbons (1615 - 1676)
- Orlando Gibbons (1583 - 1625)
- Cecil Armstrong Gibbs (1889 - 1960)
- Joseph Gibbs (1699 - 1788)
- Lorenzo Gibelli (în jur de 1719 - 1812)
- Paul-César Gibert (1717 - 1787)
- John Gibson (n. 1951)
- Miriam Gideon (1906 - 1996)
- Willy Giefer (n. 1930)
- Michael Gielen (n. 1927)
- Walter Gieseking (1895 - 1956)
- Walter Gieseler (1919 - 1999)
- Helen Gifford (n. 1935)
- Nicolas Gigault (în jur de 1627 - 1707)
- Christian Giger (n. 1959)
- Eugène Gigout (1844 - 1925)
- Gilardo Gilardi (1889 - 1963)
- Anthony Gilbert (n. 1934)
- Henry Gilbert (1868 - 1928)
- Jean Gilbert (1879 - 1942)
- Jacob Gilboa (n. 1920)
- William Wallace Gilchrist (1846 - 1916)
- Nathaniel Giles (în jur de 1558 - 1634)
- Jacob Edvard Gille (1814 - 1880)
- Jean Gilles (1668 - 1705)
- Jean-Claude Gillier (1667 - 1737)
- Don Gillis (1912 - 1978)
- Jan van Gilse (1881 - 1944)
- Paul Gilson (1865 - 1942)
- Berend Giltay (1910 - 1975)
- Jerónimo Giménez (1854 - 1923)
- Alberto Ginastera (1916 - 1983)
- Salvador Giner y Vidal (1832 - 1911)
- Carmine Giordani (în jur de 1685 - 1758)
- Giuseppe Giordani (în jur de 1753 - 1798)
- Tommaso Giordani (în jur de 1733 - 1806)
- Umberto Giordano (1867 - 1948)
- Ferdinando Giorgetti (1796 - 1867)
- Giovanni Giorgi (?-1762)
- Giovanni Mane Giornovichi (1735/40 - 1804)
- Paolo Giorza (1832 - 1914)
- Ruggiero Giovannelli (în jur de 1560 - 1625)
- Giovanni da Cascia (Giovanni da Firenze) (sigur în jur de 1340-50)
- Ruth Gipps (1921 - 1999)
- François-Joseph Giraud (? - în jur de 1790)
- Walter Girnatis (1894 - 1981)
- Manuel Giró (1848 - 1916)
- Arsenio Girón (n. 1932)
- François Giroust (1737 - 1799)
- Elias Gistelinck (n. 1935)
- Mauro Giuliani (1781 - 1829)
- Barbara Giuranna (1902 - 1998)
- Lodovico Giustini (1685 - 1743)

## Gj
- Bjørn G. Gjerstrøm (n. 1939)
- Gunnar Gjerstrøm (1891 - 1951)

## Gl
- Antoine-Charles Glachant (1770 - 1851)
- Detlev Glanert (n. 1960)
- Peggy Glanville-Hicks (1912 - 1990)
- Werner Wolf Glaser (n. 1913)
- Louis Glass (1864 - 1936)
- Paul Glass (n. 1934)
- Philip Glass (n. 1937)
- Alexander Glasunov (1865 - 1936)
- Daniel Glaus (n. 1957)
- Jewgeni Glebow (1929 - 2000)
- Johann Melchior Gletle (1626 - 1683)
- Srul Irving Glick (n. 1934)
- Sylvia Glickman (n. 1932)
- Reinhold Glière (1875 - 1956)
- Mihail Glinka (1804 - 1857)
- Vinko Globokar (n. 1934)
- Liviu Glodeanu (1938 - 1978)
- Christoph Willibald Gluck (1714 - 1787)

## Gn
- Radamés Gnattali (1906 - 1988)
- Vittorio Gnecchi (1876 - 1954)
- Michail Gnessin (1883 - 1957)

## Go
- Vladimir Godár (n. 1956)
- Benjamin Godard (1849 - 1895)
- Leopold Godowsky (1870 - 1938)
- Rolf Inge Godøy (n. 1952)
- Hugo Godron (1900 - 1971)
- Roger Goeb (1914 - 1997)
- Heiner Goebbels (n. 1952)
- Dieter Goebel-Berggold (n. 1947)
- Alexander Goedicke (1877 - 1957)
- Alexander Goehr (n. 1932)
- Lucien Goethals (n. 1931)
- Hermann Goetz (1840 - 1876)
- Karel Goeyvaerts (1923 - 1993)
- Dan Mihai Goia (1952)
- Ernest Gold (1921 - 1999)
- Johann Gottlieb Goldberg (1727 - 1756)
- Alexander Goldenweiser (1875 - 1961)
- Friedrich Goldmann (n. 1941)
- Karl Goldmark (1830 - 1915)
- Berthold Goldschmidt (1903 - 1996)
- Sigmund Goldschmidt (1815 - 1877)
- Jerry Goldsmith (1929 - 2004)
- Marin Goleminov (1908 - 2000)
- Stan Golestan (1875 - 1956)
- Osvaldo Golijov (n. 1960)
- Stefano Golinelli (1818 - 1891)
- Jürgen Golle (n. 1942)
- Jewgeni Golubew (1910 - 1988)
- Jef Golyschew (1897 - 1970)
- Nicholas Gombert (în jur de 1495 - în jur de 1560)
- Carlos Gomes (1836 - 1896)
- Antonio Gomezanda (1894 - 1961)
- José Luis González (n. 1937)
- Agustin González Acilu (n. 1929)
- Jorge González Avila (n. 1925)
- Hilario González Iñiguez (n. 1920)
- Fabio González-Zuleta (n. 1920)
- Alfred Goodman (1920 - 1999)
- Ron Goodwin (1925 - 2002)
- Eugène Goossens (1893 - 1962)
- Otar Gordeli (n. 1928)
- Henryk Mikołaj Górecki (n. 1933 - 2010)
- Gino Gorini (1914 - 1992)
- Sandro Gorli (n. 1948)
- Hans-Georg Görner (1908 - 1984)
- François-Joseph Gossec (1734 - 1829)
- Dragutin Gostuški (1923 - 1998)
- Jakov Gotovac (1895 - 1982)
- Louis Moreau Gottschalk (1829 - 1869)
- Clytus Gottwald (n. 1925)
- Claude Goudimel (în jur de 1514 - 1572)
- Denis Gougeon (n. 1951)
- Elisabeth Davies Gould (n. 1904)
- Glenn Gould (1932 - 1982)
- Morton Gould (1913 - 1996)
- Charles Gounod (1818 - 1893)
- Louis Théodore Gouvy (1819 - 1898)

## Gr
- Tonnie de Graaf (n. 1926)
- Hermann Grabner (1886 - 1969)
- Leonid Grabowski (n. 1935)
- Manfred Grabs (1938 - 1984)
- Hermann Grädener (1844 - 1929)
- Karl Grädener (1812- 1883)
- Alfred Gradstein (1904 - 1954)
- Paul Graener (1872 - 1944)
- Guillermo Graetzer (1914 - 1993)
- Christian Ernst Graf (1723-1804)
- Friedrich Hartmann Graf (1727-1795)
- Johann Graf (1684-1750)
- Johann Friedrich Gräfe (1711 - 1787)
- David Graham (n. 1952)
- Ulf Grahn (n. 1942)
- Percy Grainger (1882 - 1961)
- Peder Gram (1881 - 1956)
- Harold Gramatges (n. 1918)
- Enrique Granados (1867 - 1916)
- Michel'Angelo Grancino (1605 - 1669)
- Alessandro Grandi (1577 - 1630)
- Renato de Grandis (n. 1927)
- Bruno Granichstaedten (1879 - 1944)
- Gottfried Gräsbeck (n. 1927)
- Carl Heinrich Graun (1703/04 - 1759)
- Johann Gottlieb Graun (1702/03 - 1771)
- Kurt Graunke (n. 1915)
- Johann Christoph Graupner (1683 - 1760)
- Giovanni Battista Grazioli (1746 - 1820)
- Gaetano Greco (1657 - 1728)
- Ole-Carsten Green (1922 - 2003)
- Ray Green (n. 1908)
- Maurice Greene (1696 - 1755)
- Vinicius Grefiens (n. 1916)
- Čestmir Gregor (n. 1926)
- Eduard Grell (1800 - 1886)
- Nicholas Grenon (sau Nicolas Grenon) (în jur de 1380 - 1456)
- Josef Grešák (1907 - 1987)
- André Grétry (1741 - 1813)
- Alexander Gretschaninow (1864 - 1956)
- Deirdre Gribbin (n. 1967)
- Edvard Grieg (1843 - 1907)
- Karl-Rudi Griesbach (1916 - 2000)
- Charles Tomlinson Griffes (1884 - 1920)
- George Eugen Griffin (1781 - 1863)
- Nicolas de Grigny (1672 - 1703)
- Teodor Grigoriu (n. 1926)
- Julius Otto Grimm (1827 - 1903)
- Jim Grimm (n. 1928)
- Romuald Grinblat (1930 - 1995)
- Ragnar Grippe (n. 1951)
- Gérard Grisey (1946 - 1998)
- Renato Grisoni (n. 1922)
- Branko Grković (1920 - 1982)
- Ferde Grofé (1892 - 1972)
- Johann Groh (în jur de 1575 - 1627)
- Cor de Groot (1914 - 1993)
- Eric Gross (n. 1926)
- Erhard Grosskopf (n. 1934)
- Wilhelm Grosz (1894 - 1939)
- Franz Grothe (1908 - 1982)
- Magne Grov (n. 1938)
- Stefans Grové (n. 1922)
- Eivind Groven (1901 - 1977)
- Heinz Karl Gruber (n. 1943)
- Louis Gruenberg (1884 - 1964)
- Friedrich Wilhelm Grund (1791 - 1874)
- Jean-Jacques Grunenwald (1911 - 1982)
- Joachim Gruner (n. 1933)
- Nathanel Gottfried Gruner (1732 - 1794)
- Odd Grüner-Hegge (1899 - 1973)
- Gottfried Grünewald (1675 - 1739)
- Friedrich Grützmacher (1832 - 1903)
- Vjekoslav Gržinić (1932 - 1970)

## Gu
- Gioseffo Guami (1540 - 1612)
- Carmine Guarino (1893 - 1965)
- Mario Guarino (1900 - 1971)
- Adriano Guarnieri (n. 1947)
- Camargo Guarnieri (1907 - 1993)
- Carlos Guastavino (1912 - 2000)
- Wladimir Guba (n. 1938)
- Sofia Gubaidulina (n. 1931)
- Pelle Gudmundsen-Holmgreen (n. 1932)
- Pierre Guédron (în jur de 1565 - 1620/21)
- César Guerra Peixe (1914 - 1993)
- Francisco Guerrero (1528 - 1599)
- Guido Guerrini (1890 - 1965)
- Alexander Gugel (n. 1961)
- Pietro Alessandro Guglielmi (1728 - 1804)
- Gabriel Guillemain (1705 - 1770)
- Jean Guillou (n. 1930)
- Alexandre Guilmant (1837 - 1911)
- Joan Guinjoan (n. 1931)
- Charles Guinovart (n. 1941)
- Ernest Guiraud (1837 - 1892)
- Friedrich Gulda (1930 - 2000)
- Olof Gullberg (n. 1931)
- Adam Gumpelzhaimer (1559 - 1625)
- Joseph Gungl (1810 - 1889)
- Rosa Guraieb Kuri (n. 1931)
- Jesús Guridi (1886 - 1961)
- Cornelius Gurlitt (1820 - 1901)
- Manfred Gurlitt (1890 - 1972)
- Ivor Gurney (1890 - 1937)
- Albrecht Gürsching (n. 1934)
- Gene Gutchë (1907 - 2000)
- Christophe Guyard (n. 1966)
- Jacques Guyonnet (n. 1933)
- Josep Lluis Guzmán (n. 1954)

## Gy
- Adalbert Gyrowetz (1763 - 1850)
- Franklin Gyselynck (n. 1950)